# Summer in Transylvania
Summer in Transylvania es una serie de televisión británica del año 2010, protagonizada por Sophie Stuckey.

## Sinopsis
Cuenta la historia de Summer, una joven que debe dejar atrás su clásica vida en Londres y trasladarse hasta Transylvania por culpa de su padre ya que lo trasladaron del trabajo.
Allí Summer, deberá adaptarse a su nuevo instituto y encontrar nuevos amigos, entre ellos Heidi, su nueva mejor amiga.

## Personajes
- Summer (Sophie Stuckey): Linda e inteligente, recién llegada de Londres, tendrá que aprender a adaptarse a su nuevo hogar.
- Jake (Eros Vlahos): Es el hermano menor de Summer.
- Dr. Mike (Richard Lumsden): Es el padre de Summer.
- Heidi (Amy Wren): Es la nueva mejor amiga de Summer.
- Bobby (Kane Ricca): Es el otro nuevo mejor amigo de Summer.
- Rolf (Daniel Black): Es el novio de Serena.
- Serena (Charlie Evans): Es la novia de Rolf y la enemiga de Summer.
- Bolt (Lee Simonds): Es el nuevo mejor amigo de Jake.
- Magda (Phillipa Peak): Es la ama de llaves de la casa de Summer en Transylvania.